# Тупілак
Тупілак — надприродна істота з міфології гренландських ескімосів, монстр, штучно створюваний для помсти шаманом за допомогою магічного ритуалу, з використанням для створення тіла тупілака різних предметів: як частин тіл мертвих тварин (кістки, шкіра, вовна, сухожилля), так і частин тіл померлих дітей. Життя в істоту, згідно з повір'ями, шаман уселяв за допомогою ритуальних піснеспівів. Після проведення всіх необхідних процедур тупілака кидали в море з наказом знайти і знищити конкретного ворога. Гренландською ескімоською мовою слово «тупілак» означає душу або дух померлої людини. Використання тупілака, однак, вважалося дуже ризикованим, оскільки, згідно з міфами, якщо його відправлено убити когось, хто мав більші магічні сили, ніж сам його творець, то він міг бути відправлений назад із наказом від ворога вбити свого творця; в цьому випадку автор тупілака міг уникнути смерті шляхом публічного визнання одноплемінникам у вчиненому ним акті чаклунства.
Оскільки тупілаків робили таємно, в секретних місцях і з матеріалів, що швидко псуються, жоден з них не зберігся. Європейські переселенці, що почали прибувати до Гренландії у XVIII столітті, зацікавившись почутими від ескімосів легендами про тупілаків, масово просили аборигенів показати їм, як ті виглядали, внаслідок чого ескімоські ремісники за описами, що збереглися в пам'яті старих, почали вирізувати фігурки тупілаків. Нині у Гренландії місцеві жителі виготовляють фігурки тупілаків різних форм та розмірів (хоча нині вони рідко перевищують 20 см у довжину) та з різних матеріалів, зокрема, бивнів моржів та нарвалів, деревини та рогів оленів карибу. Ці фігурки є важливою частиною мистецтва гренландських ескімосів та популярним об'єктом колекціонування.

## Історія
Спочатку образ тупілака виник у міфології ескімосів, ймовірно, за 4000 років до прибуття до Гренландії перших європейських колоністів. Проте, вважають, тоді в уяві ескімосів це були надприродні і безтілесні духи. В історичні часи образ тупілака, мабуть, еволюціонував у тролеподібну істоту, наділену якостями, властивими людині та тваринам. Згідно з записами Густава Голма, данського дослідника Гренландії, він 1884 року під час життя в Амасаліку (Східна Гренландія), попросив знайомих ескімосів, дізнавшись від них про тупілака, зобразити цю дивну істоту. Оскільки запитувані не мали можливості десь намалювати його, вони вирізали для Голма фігурку тупілака з дерева. Відтоді в Гренландії почали вирізувати фігурки тупілаків, причому промисел зберігся донині.

## Магічні сили
У міфології гренландських інуїтів завданням тупілака, який є фактично відродженою до життя за допомогою магічного ритуалу мертвою плоттю, було завдати якоїсь шкоди ворогові творця тупілака, а найчастіше — вбити цього ворога. Вони повинні були мати здатність переслідувати ворога скрізь і однаково легко переміщатися в усіх середовищах буття. За розповідями ескімосів, у минулі часи тупілака робили зі шкіряної сумки, в яку поміщали різні частини, взяті з мертвих тіл різних тварин, причому кожна з них мала певне символічне значення. Наприклад, пташине пір'я символізувало повітря, а зуб кашалота — воду, тобто давали тупілаку можливість переміщатися в цих стихіях. Магічні заклинання при ритуалі «оживлення» тупілака обов'язково мали бути сказані без помилок, щоб випадково не скерувати його не на ту жертву.
У сучасній науковій літературі також вказують, що заклиначі (не обов'язково тільки професійні шамани) використовували для створення тупілаків й інші матеріали, такі як ґрунт, морські водорості, кістки тварин, а також людське волосся і навіть нібито частини тіл померлих дітей. Для створення тупілака матеріали для цієї процедури слід зібрати разом у затишному потайному місці і з'єднати, зв'язавши їх у фігурку незвичайної форми. Під час читання заклинань для надання фігурці магічних сил творець мав здійснити ритуальне «злягання» з тупілаком, торкаючись фігурки своїм статевим органом. Після створення тупілака викидали в море, і з цього моменту, згідно з міфами, якщо все було зроблено правильно, він набував своєї сили.
Тупілаків вважали вкрай небезпечними. Через нібито властиві їм містичні здібності їх дуже боялися і ненавиділи, оскільки створювалися вони з метою заподіяння комусь шкоди, причому майже завжди потай. Вважалося, що більшість потенційних жертв просто не зможе чинити опору магічним силам, однак якщо жертвою виявлялася людина, яка володіє більшими магічними силами, ніж творець тупілака, то вона могла «перенаправити» його на самого творця. Внаслідок цього використання тупілака завжди було пов'язане з деяким ризиком для його творця.
Нині жодного з початкових тупілаків не збереглося через їх виготовлення з матеріалів, що швидко псуються. Вважають, що уе робилося, зокрема, щоб тупілаки не потрапили в чужі руки.

## Таємниця при створенні та публічне визнання
Виготовляли тупілаків найчастіше ночами та в глибокій таємниці. Шаман (ангакок) одягав особливу куртку з каптуром задом наперед, натягуючи каптур собі на обличчя, і чинив подобу сексуального акту з кістками та іншими компонентами створюваного ним тупілака, супроводжуючи дійство безперервним співом і наспівуванням протягом усього процесу створення, який міг зайняти кілька днів. Створення тупілака становило ризик для творця: якщо людина, на яку була звернена атака тупілака, мала достатню силу для його «повороту» в бік творця, то єдиним способом для останнього врятуватися було публічно зізнатися в скоєному перед своїм племенем. Відображені в міфах магічні наслідки приховання факту створення тупілака і нейтралізувальний ефект публічної сповіді були, як вважають, відображенням наявної в ескімоській культурі глобальнішої проблеми «публічності проти секретності». Так чи інакше, якщо вірити міфам, визнання у створенні тупілака були рідкісним явищем, оскільки це саме по собі — через існування в ескімосів табу на їх виготовлення — каралося страшною ганьбою та прокляттям як для творця фігурки, так і для всієї його родини.

## Тупілаки в інших ескімоських культурах
Уявлення про тупілаків у різних ескімоських культурах могли відрізнятися. Так, якщо в гренландській ескімоській міфології це була наділена життям лялька з мертвого тіла, то, наприклад, у іглуїків тупілака вважали невидимим духом нещодавно померлої людини, позбавленої спокою через порушення якогось табу, побачити якого був здатний тільки шаман, і тільки він міг відлякати його за допомогою особливого ножа. У інуїтів карибу тупілак також поставав у образі видимого тільки для шамана духа, що був химерного вигляду істотою з людською головою та частинами тіл різних тварин. Він, як вважалося, є небезпекою для стійбища, але шамани нібито були здатні битися з ним і з'їсти за допомогою своїх духів-помічників.

## Сучасні фігурки тупілаків
Найстаріші з різьблених фігурок тупілаків, що збереглися донині, зроблено в Східній Гренландії: їх виготовляли з деревини і обмотували ременями зі звіриних шкур. Незабаром виготовлення тупілаків поширилося далеко за межі Східної Гренландії, і нині їх роблять у решті Гренландії — частково високохудожнім, частково примітивним кустарним способом. Як найпростіший матеріал для їх виготовлення, як і раніше, використовують дерево, але дорожчі тупілаки в Східній Гренландії вирізають, як правило, з моржової кістки або оленячого рогу.

## Предмет торгівлі
Оскільки що більш гротескно і моторошно виглядає фігурка тупілака, то за більші гроші її зазвичай можна продати, у період від 1950-х до 1970-х років у Східній Гренландії існувала подоба «тупилакової індустрії», коли такі фігурки виробляли однотипно і майже як на конвеєрі. Разом з тим багато різьбярів надавали тупілакам незвичайної форми. Тоді як раніше традиційним матеріалом для виготовлення тупілаків були зуби кашалотів, то нині — через охорону китів — фігурки найчастіше роблять із бивнів моржів або нарвалів, а також рогів оленів карибу. Крім того, як сировина все частіше використовується серпентин. Майже всі тупілаки, що продаються нині, виготовлено в XX або XXI століттях.